# Bołchow
Bołchow – miasto w Rosji, w obwodzie orłowskim, 56 km od Orła. W 2009 liczyło 12 489 mieszkańców.
W Bołchowie urodził się Jewgienij Prieobrażenski (1886–1937) – rosyjski rewolucjonista, działacz partii bolszewickiej, ekonomista.